# Добирка
Добирка (рум. Dobârca) — село у повіті Сібіу в Румунії. Адміністративно підпорядковане місту М'єркуря-Сібіулуй.
Село розташоване на відстані 240 км на північний захід від Бухареста, 29 км на захід від Сібіу, 104 км на південь від Клуж-Напоки, 144 км на захід від Брашова.

## Населення
За даними перепису населення 2002 року у селі проживала 691 особа.
Національний склад населення села:
| Національність | Кількість осіб | Відсоток |
| -------------- | -------------- | -------- |
| румуни         | 619            | 89,6%    |
| цигани         | 60             | 8,7%     |
| німці          | 10             | 1,4%     |

Рідною мовою назвали:
| Мова      | Кількість осіб | Відсоток |
| --------- | -------------- | -------- |
| румунська | 619            | 89,6%    |
| циганська | 60             | 8,7%     |
| німецька  | 10             | 1,4%     |